# 1217
1217 (MCCXVII) a fost un an obișnuit al calendarului iulian.

## Evenimente
- 20 mai: Bătălia de la Lincoln: baronii englezi revoltați, sprijiniți de trupele prințului Ludovic al VIII-lea al Franței sunt înfrânți de forțele regale engleze.
- 24 august: Bătălia de la Sandwich, lângă Dover: mercenarii francezi sunt înfrânți de trupele regale engleze.
- 11 septembrie: Tratatul de la Lambeth: încheierea "primului război al baronilor" din Anglia.
- 13 septembrie: Toulouse este recucerit de contele Raymond al VII-lea.
- 21 septembrie: Bătălia din Ziua Sf. Matei: cavalerii germani înfrâng pe estonieni.
- 18 octombrie: Alcácer do Sal este cucerit de la mauri de către regele Alfonso al II-lea al Portugaliei.
- 7 decembrie: Eșecul cruciaților conduși de ducele de Austria și de regele Ungariei în dreptul fortăreței Muntelui Tabor, care domina câmpia din fața Accrei.

### Nedatate
- august: Cruciada a cincea, cu participarea lui Jean de Brienne, rege de Ierusalim, regele Ciprului și regele Andrei al II-lea al Ungariei, începe cu un atac eșuat asupra Egiptului.
- În Anglia se decretează că singurii clerici din Irlanda pot fi doar englezi.

- Întemeierea regatului Serbiei; primul rege: Ștefan I, din dinastia Nemania.
- Puternică foamete în Europa centrală și de răsărit.
- Sosirea primilor cruciați la Accra.
- Theodor Angelos Dukas, conducătorul Epirului prinde într-o ambuscadă, între Dyrrachium și Constantinopol, pe Pierre de Courtenay, noul împărat latin.

## Nașteri
- Balduin al II-lea, viitor împărat latin de Constantinopol (d. 1273)
- Hulagu-han, viitor conducător mongol al Persiei (d. 1265)
- Ioan I, viitor duce de Bretania (d. 1286)

## Decese
- 25 aprilie: Hermann I, landgraf de Turingia (n. 1155)
- 24 august: Eustache călugărul, unul dintre cei mai celebri pirați francezi, căzut în lupta de la Sandwich (n. ?)
- Filip I de Norvegia (n. ?)
- Henric I de Castilia (n. 1203)
- Ibn Djubair, călător arab (n. 1144)
- Nicetas Choniates, cronicar și om de stat bizantin (n. 1155)

## Înscăunări
- 23 aprilie: Håkon al IV-lea Håkonsson, rege al Norvegiei (1217-1263).